# 超獣機神ダンクーガBURN
『超獣機神ダンクーガBURN』（ちょうじゅうきしんダンクーガバーン）は、長谷川裕一の漫画作品。1997年から1998年にかけて月刊少年エース増刊「エースダッシュ」に連載された。テレビアニメ『超獣機神ダンクーガ』のリメイクまたはスピンオフ的な作品である。

## 概要
葦プロダクションのロボットアニメ復活企画の第2弾として『超獣機神ダンクーガ』を復活させることが決まり（第1弾は『VS騎士ラムネ&40炎』。第3弾には『戦国魔神ゴーショーグン』が予定されていた）、アニメと対になる予定で連載されていたのが本作である。しかし、担当していたプロデューサーが退社したために企画そのものがうやむやになり、アニメ化は実現せず漫画のみが残った形となった。そもそも『超獣機神ダンクーガ』がこの企画に選ばれたのは、1995年にバンプレストから発売されたロボットアニメのクロスオーバー作品であるゲーム『第4次スーパーロボット大戦』にダンクーガが出演し人気があると判断されたためだが、当時のダンクーガはゲーム製作スタッフの個人的こだわりで出演していたにすぎず、人気があるから出演していたわけでは無かった。

## あらすじ
21世紀初頭、地球は突如謎の異星人連合体によって襲撃された。圧倒的な科学力・戦闘力の違いにより人類は敗北し地上は“敵（フォア）”と呼ばれる雑多な異星人らによって26の地域に分割統治された。異星人の支配下では人間は単なる動物としか扱われておらず、無為な殺戮や人体実験の材料に供されるという陰鬱な状況下にあった。超国家秘密組織であるZOO（ズー）は13年かけて戦闘データを解析するとともに異星人の武器や機体の残骸を回収・分析し、異星人のメカとも対等以上に渡り合える新兵器を開発した。対“敵（フォア）”用に辛うじて有効だった半自律兵器「獣戦機」をもとにした、4体の可変獣戦機である。BURN（バーン）と名づけられた特殊行動チームが編成され、ようやく人類は反撃ののろしを上げたのであった。

## 登場人物

### 獣戦機隊BURN
BURNは開発に成功した獣戦機を用いての実戦機体評価試験と“柱（ピラァ）”探索を行なう特殊チームに付けられたコードネームである。ZOOで戦闘訓練を受けた者の中で風間翔児のみがイーグルファイターを半ば強引に乗りこなすことに成功したものの、獣の自我を持つ機体は自らパイロットを選ぶやっかいな存在となった。そのため非戦闘員が多い。ユーリはロデオの要領でライガーを乗りこなし、静香は2日間見つめ合ってクーガーと心を通わせたという。
風間翔児（かざま しょうじ）
イーグルファイターのパイロットおよびダンクーガBURNのメインパイロット。チーム唯一の男性。“敵（フォア）”の侵攻により壊滅した街の生き残り。ZOOに救出され戦闘訓練を受け、獣戦機隊BURNのリーダーとなる。幼少時はZOOで他の子供の面倒を見るなど明るい性格だったが、実戦参加後は復讐心を強く持った寡黙な戦士となった。目的のためには手段を選ばない部分もある。愛称はショウ。オリジナルのダンクーガの藤原忍同様に「やってやるぜ」と発声もしていたが、普段の会話やキャラクターから見るとあまり似合ってはいない。
炎条寺ユーリ（えんじょうじ -）
ランドライガーのパイロットおよびダンクーガBURNのサブパイロット。女性。“敵（フォア）”の占領下にある街で武器の売買をしているキャラバンで育ち、特に重火器の扱いに長けている。劇中では自称ナイスバディをかなり便利に利用されており、よく裸にされる。髪はライトブラウンで肩まである。関西弁でしゃべり、根っからの楽天家である。ZOOにはダンクーガBURN完成2年前に参加した。他のメンバーとはBURNで出会った。
深森静香（ふかもり しずか）
ランドクーガーのパイロットおよびダンクーガBURNのサブパイロット。女性。ZOOで重力子の解析に成功した深森博士の娘で長距離狙撃の名手。髪は腰まであるストレートロングで黒。物腰は柔らかいが、思った事はそのまま言う天然系。他人と笑いのツボや常識などが少し違うらしく、男性の前でも全裸になれる。ユーリより胸は控えめだが充分ナイスバディ。合体後の敵戦力の分析などに力を発揮する。他のメンバーとはBURNで出会った。
富士野二葉（ふじの ふたば）
ビッグモスのパイロットおよびダンクーガBURNのサブパイロット。12歳の少女。ZOOで翔児とともに育った孤児の1人。戦闘訓練を受けておらず戦闘では役に立たない。自我を持つ獣戦機のビッグモスが唯一心を開いた存在だったためにパイロットとなってしまった。髪は黒のベリーショート。

### ZOO
ZOO（ズー）は日本のつくば市地下につくられた秘密施設であり、各国政府の壊滅以降は新兵器の開発・研究を行なっていた。また残存勢力を統合し散発的なゲリラ活動を支援していた。
端槻（はづき）
ZOOの中心的科学者。ダンクーガBURNおよび各獣戦機開発に貢献した。作戦指揮も行なう。

### “敵（フォア）”
“敵（フォア）”は突如地球に飛来した謎の異星人連合体。種々雑多な種族で構成されており統一した指揮系統は存在しない。地球は主だった26の種族に分割統治されたが、これらの異星人たちは互いのエリアを越えて通交・競合しあうことは無かった。“柱（ピラァ）”と呼ばれる構造物内部より、地球人をより苦しめたものにポイントが与えられることになっており、そのためだけに存在する。中には知能の高くない種族もいる。
シャピロ・ニーズヘヴゥン
“敵（フォア）”に与する地球人。地球侵攻時に“敵（フォア）”の一部が地球人の生態観察のためにサンプルとして回収したため幼い頃より“敵（フォア）”に育てられた。“敵（フォア）”で育つうちに人類の生存には“敵（フォア）”の一部になるしかないと考え地球侵略の尖兵となる。実は生き別れになった翔児の兄。強化によって念動力など数々の超能力が使える。心を病んでおり、捕獲した少年を「弟」として囲う一方で、母の面影を求めて自ら化粧を施していた。
ヴァルハリアン
“敵（フォア）”の中心的存在。“柱（ピラァ）”の主。銀河から兵器を集めその兵器で星々を侵略し、苦しめられた生物がより強い兵器を開発するとそれを手に入れまた別の星を侵略する、という行為を繰り返していた。自ら神を名乗っていた。不死である、目から触手が伸びビームを撃つなど、非生物的な描写も多い。軟体動物のようなコアに目の生えた外郭がまとわりつくといった外観であった（同じ作者の『マップス』に登場する銀河伝承族に似ている）。強さを認めたものを不死にする能力を有しているらしい（戦闘すると死ぬので不老に近い）。

## 登場メカ

### 獣戦機
作中解説ではもともと21世紀初頭に地球で用いられていた兵器とされている。当時戦闘は高度な自律型コンピュータを備えた無人兵器に移行していたが、コンピュータ技術に劣る国が野生動物の脳を移植して作り出したとされる。その動物特有の非論理的な動きが、“敵（フォア）”の機動兵器に対抗できたことを知り、脳をバイオチップに置き換えて生産されたのが獣戦機と呼ばれる自我を持った兵器であった。作中では“敵（フォア）”戦に投入するも野生化した初期型の獣戦機がシャピロの誘導でダンクーガに敵対するというシーンも描かれた。
イーグルファイター
鷲のバイオチップを持ち、猛禽類の獣性を備えた獣戦機。重力子発生装置を備えており鳥型、飛行機、人型とに変形が可能。合体後は頭部と背面ユニットを形成する。バイオチップにより自我を持ち、無人でも戦闘が可能。機体色は白と黒。
ビッグモス
象のバイオチップを持ち、象の獣性を備えた獣戦機。移動砲台でありダンクーガBURNの火力を一手に引き受けている。象型、戦車、人型に変形可能。合体後は両腕、胴体、太ももを形成する。原作ビッグモスが腹ばい状態で獣型になったのに対し、BURNのビッグモスは機体後部を展開し肩に、後肢を腕とに変形する。機体色は緑地の森林迷彩に一部白。バイオチップにより自我を持ち、無人でも戦闘が可能だが二葉以外の命令は受け付けない。二葉がつけた愛称はポチであり、そう呼ぶと反応する。
ランドライガー/ランドクーガー
豹などのバイオチップを持ち、猫科の猛獣の獣性を備えた獣戦機。四足獣型、獣頭付き戦闘車両、人型に変形が可能。それぞれ手持ち武器ともなる砲を装備。合体後はライガーが左足（膝から下）、クーガーが右足となる。機体色はライガーが白、クーガーが黒に夜間迷彩。同型機だが、人型のシルエットと頭部の意匠が異なる。バイオチップにより自我を持ち、無人でも戦闘が可能。2体が対で行動することが多く俊敏性を活かした戦闘を得意とする。ユーリがつけたランドライガーの愛称はキング。静香が考えたランドクーガーの愛称はナイト・メアだったが実際につけたかは不明。

### ダンクーガBURN
人類が13年かけて開発した合体ロボ。身長38メートル、体重580トン。4体の獣戦機（イーグルファイター、ビッグモス、ランドライガー、ランドクーガー）が合体して完成する。異星人の技術であった重力子を自在に操ることができる機体である。ただし未知の技術である重力子エンジンを用いたために合体後の機体表面は570度に達しており、常にオーバーヒート状態で稼動している。そのため長時間の戦闘は難しい。重力子はフィールドとして纏う事で防御に、拳に集中させる事で攻撃に使用される。
合体後はコクピットが移動して、4人のパイロットが同じ空間で操作する。各獣戦機形態ではコクピットは非常に狭いが、合体後はかなり広い空間に移動する。
ビッグモスの長距離砲、ミサイルランチャー、ランドライガー/ランドクーガーの固定武装などが合体後も使用可能。基本的には格闘を行なうが、重力子発生装置でもあるイーグルファイターの航空機形態を手持ちのブレードとして使用したこともある。また機体中央に折りたたまれたビッグモスの鼻が「断空砲」となる。イーグルファイターが変形した顔には口が無かったが、最終決戦手前でカバーが砕け、牙の生えた口が露出した。
※外観はまったく異なっているが、超獣機神ダンクーガに登場するダンクーガと変形・合体システム、名称はほぼ同じである。作画のためかデザインはかなり簡素化されており、原作ダンクーガのような細かい凹凸のあるデザインではない。イーグルファイターは人型になると曲線主体のメカとなるし、翼は鋭利なブレード状である。ビッグモスは合体時の腕を後肢としており、原作ダンクーガよりも占有体積が減らされている。ランドライガー/ランドクーガーは膝の部分に獣形態の顔が露出しており、外観の大きな特徴となっている。

### “敵（フォア）”
メガロプレッシャー
直径6kmの巨大円盤。都市殲滅用の機動兵器であり量産されている。単純な円形の機体下部に無数の逆三角刃が取り付けられており、飛来後はそのまま回転しつつ降下して、あらゆるものを破壊する。刃があまりに大きいため、殲滅後の都市にも生き残る者が出る。これは“敵（フォア）”の目的が人類を苦しめ反抗を促すため。

## 関連作品
超獣機神ダンクーガ
本作の原案となった作品。主役メカの名前や登場人物の名前に共通点がある。
長谷川裕一ひとりスーパーロボット大戦 大外伝
作者によるクロスオーバー同人誌。ダンクーガBURNが参戦マシンの一機として登場する。

## 単行本
角川コミックス エース 角川書店 全2巻
1. 1998年9月7日発行 ISBN 4-04-713233-0
2. 1999年2月7日発行 ISBN 4-04-713266-7